# Ciliosemina
Ciliosemina es un género con dos especies de plantas con flores perteneciente a la familia Rubiaceae.

## Especies deCiliosemina
- Ciliosemina pedunculata (H.Karst.) Antonelli
- Ciliosemina purdieana (Wedd.) Antonelli